# Jiangkou, Yingshang
Jiangkou (kinesiska: 江口) är en köping i östra Kina. Den ligger i Yingshang härad i staden Fuyang i provinsen Anhui, omkring 140 kilometer nordväst om provinshuvudstaden Hefei. Antalet invånare är 50916. Befolkningen består av 25 572 kvinnor och 25 344 män. Barn under 15 år utgör 26,0 %, vuxna 15-64 år 62 %, och äldre över 65 år 11,0 %.